# Crossarchus obscurus
Crossarchus obscurus är en däggdjursart som beskrevs av F. G. Cuvier 1825. Crossarchus obscurus ingår i släktet kusimanser och familjen manguster. Inga underarter finns listade i Catalogue of Life.

## Utseende
Arten blir 30 till 37 cm lång (huvud och bål), har en 15 till 25 cm lång svans och väger 1,0 till 1,5 kg. Den kännetecknas av en långsträckt nos och kraftiga klor. Bakfötterna är 6 till 7,3 cm långa och öronen är 2 till 2,6 cm stora. Håren på artens nacke bildar ingen kam och de växer inte heller i en spiral. På ovansidan är pälsen mörkbrun till svartaktig och den blir ljusare mot undersidan samt på huvudet. Hårens längd på ovansidan ökar från 10 till 15 mm på nacken till 30 till 35 mm på stjärten. Arten har lite ovala pupiller med den långa sidan parallell med käkarna. Fotsulorna är i princip nakna med undantag av bakfötternas sulor nära hälen. Honor har tre par spenar men bortsedd från könsorganen finns inga yttre skillnader mellan honor och hannar. Arten har i varje käkhalva 3 framtänder, 1 hörntand, 3 premolarer och 2 molarer.

## Utbredning
Denna mangust förekommer i västra Afrika från Sierra Leone till Ghana. Den vistas i låglandet och i bergstrakter upp till 1500 meter över havet. Habitatet utgörs av regnskogar och andra skogar med buskar som undervegetation samt av öppna landskap med några större buskar. Arten uppsöker även odlade områden.

## Ekologi
Individerna är ofta dagaktiva men ibland söker de under natten efter föda. Exemplar hittades gömda i trädens bladverk under natten. Troligtvis skapar de även jordhålor som gömställen. En flock med upp till 20 medlemmar söker i ett visst område efter föda och vandrar sedan till en annan plats. De har olika läten för kommunikationen och dessutom används vätska från körtlarna vid kinderna samt vid djurets anus för att markera föremål.
Crossarchus obscurus äter olika ryggradslösa djur och mindre ryggradsdjur som grodor, ödlor, fåglar och gnagare. Det största bytet var en sockerrörsråtta (Thryonomys swinderianus). Dessutom ingår ägg, frukter och bär i födan. För att nå maskar och insektslarver grävs i lövskiktet eller i det översta jordlagret.
Exemplar i fångenskap hade upp till tre kullar per år. Efter cirka 58 dagar dräktighet föds två till fyra blinda ungar. De har redan fin päls på kroppen. Ungarna öppnar sina ögon efter cirka 12 dagar och efter ungefär tre veckor slutar honan med digivning. Enligt uppskattningar är ungarna efter nio månader könsmogna. Några individer levde nio år i fångenskap.

## Status
Djuret jagas för köttets skull och det faller ofta offer för strövande hundar. Allmänt är denna mangust inte sällsynt. IUCN kategoriserar arten globalt som livskraftig.